# Antyspam
Antyspam – oprogramowanie, które ochrania komputer przed spamem, czyli niechcianymi lub niepotrzebnymi wiadomościami e-mail. Zaawansowane oprogramowanie chroni też przed phishingiem, czyli wiadomościami e-mail pochodzącymi od oszustów podszywających się pod zaufanych nadawców takich jak np.: Poczta Polska, PGE. Na rynku można spotkać wiele darmowych programów antyspamowych. Takie programy sprawdzą się na komputerach używanych w celach rozrywkowych.
Do ochrony sieci firmowych używane są profesjonalne urządzenia klasy UTM. Mają one w swoich modułach oprogramowanie Anti Spam. Tego typu moduły zapewniają ochronę przed spamem wysyłanym poprzez protokoły: SMTP, POP3, IMAP, zagrożeniami złożonymi czyli między innymi złośliwym oprogramowaniem, botnetami czy też phishingiem oraz zagrożeniami typu zero-hour. Tego typu specjalistyczne rozwiązania przynoszą wiele korzyści dla sieci firmowych. Przede wszystkim mają bardzo wysoką wykrywalność spamu w przychodzących wiadomościach około 90%. Kompleksowo chronią firmową pocztę elektroniczną. Zapewnia ochronę przed masowymi atakami wirusowymi rozpowszechnianymi przy pomocy e-maila. Zaletą jest również zapewnienie bezpieczeństwa zasobom informatycznym firmy i pełna ochrona przed wykradaniem ich. Warto wspomnieć, że rozwiązania typu UTM antyspam spełniają wszystkie wymagania bezpieczeństwa oraz uwarunkowania postawione przez specjalistów.